# La Verdad sobre Spring
La verdad sobre Spring (The Truth about Spring), conocida también en español como Los piratas del acantilado, es una película británica de aventuras, comedia y romance de 1965 protagonizada por la actriz ganadora de un Oscar Hayley Mills y su padre John Mills. Trata acerca de las aventuras de una joven y su padre en la búsqueda de un tesoro por el mar Caribe. La cinta fue dirigida por el estadounidense Richard Thorpe quien destacó en el género de aventuras y decidió rodar el film en el Reino Unido y España.

### Argumento
Spring Tyler (Hayley Mills) es una joven algo marimacho que acompaña a su padre Tommy (John Mills también su padre en la vida real) en las tareas diarias a bordo de un velero. Ellos se disponen a esperar hasta la primavera para emprender un viaje por la búsqueda de un tesoro enterrado y para ello deciden contratar los servicios del joven abogado graduado en Harvard, Ashton, que pese a resultarles útil en su viaje por alta mar, tiene una personalidad diametralmente opuesta a la de la joven Spring que hace que Tommy deba ingeniárselas para lograr la ardua tarea que representa la convivencia de ellos tres en la empresa. 
La tripulación es luego asediada por un grupo de piratas que intentan averiguar la ubicación del supuesto tesoro de Tommy para quedarse con él, pero éste nunca es hallado. 
A lo largo de la  aventura, Ashton, que admira la vida simple que lleva Spring en el barco, se termina enamorando de ella y si bien Spring al comienzo lo rechaza, la historia culmina en romance con Ashton proponiéndole matrimonio a Sping.

## Reparto
- Hayley Mills como Spring Tyler
- John Mills como el Capitán Tommy Tyler
- James MacArthur como William Ashton
- David Tomlinson como el tío de Ashton
- Lionel Jeffries como José Carkez
- Harry Andrews como Judd Sellers
- Niall MacGinnis como Cleary
- Lionel Murton como Simmons

## Producción
El film está basado en la novela Satan del escritor británico Henry de Vere Stacpoole quien lograra gran popularidad entre otras obras con la saga de tres libros sobre la Laguna Azul, que luego serviría de argumento para las películas homónimas. El film se anunció en 1963 y su título original iba a ser Miss Judd  o incluso Close to the Wind  teniendo ya asignados desde un comienzo los roles protagónicos de los Mills. Fue la tercera película que John y Hayley Mills protagonizaron juntos. Esta comenzó a rodarse el 24 de abril de 1964 con las escenas marítimas en las locaciones de S'Agaró, Costa Brava, al sur de España mientras que algunas de las escenas de estudio se rodaron en los estudios británicos de MGM en Eistree.
John Mills declaró al respecto que «si la película hubiese sido la mitad de lo buena que resultó la diversión, el vino, la comida y el clima que tuvieron durante la filmación, esta hubiese sido todo un logro. Pero desgraciadamente no lo fue».

### Críticas
La audiencia de Rotten Tomatoes calificó el film con una puntuación de un 42%  mientras que Filmaffinity le concedió algo más de crédito con una calificación de 47%.